# ألبيرتينا كارلسون
ألبيرتينا كارلسون (بالسويدية: Albertina Carlsson) هي مُدرسة سويدية، ولدت في 12 يونيو 1848 في ستوكهولم في السويد، وتوفيت في 1930.